# Manoir de Haihara
Le manoir de Haihara est un manoir situé sur la rive ouest du lac Kaukajärvi dans le quartier de Kaukajärvi de Tampere en Finlande.

## Présentation
De nos jours, le centre artistique d'Haihara  y organise, entre autres, des expositions, des concerts et des événements pour les enfants. 
Pendant la saison hivernale, le bâtiment principal est loué pour diverses occasions et les associations peuvent organiser divers événements dans l'écurie. 
Le café Väentuva est ouvert pendant la saison estivale.